# برنارد کوپس
برنارد کوپس (انگلیسی: Bernard Kops؛ زادهٔ ۲۸ نوامبر ۱۹۲۶) رمان‌نویس، و نویسنده اهل بریتانیا است.